# Radara josealis
Radara josealis är en fjärilsart som beskrevs av William Schaus 1916. Radara josealis ingår i släktet Radara och familjen nattflyn. Inga underarter finns listade.